# Ohio (Pennsylvania)
Ohio è una township degli Stati Uniti d'America, nella contea di Allegheny nello Stato della Pennsylvania. Secondo il censimento del 2000 la popolazione è di 3.086 abitanti.

## Società

### Evoluzione demografica
La composizione etnica vede una prevalenza dell'etnia bianca (96,95%) seguita da quella asiatica (1,45%), dati del 2000.
| township di Ohio Popolazione |       |
| 2000                         | 3.086 |
| Stima al 01-07-2007          | 3.993 |